# Aleksandr Kurliandski
Aleksandr Efímovich Kurliandski (Александр Ефимович Курляндский, 1 de julio de 1938 - 21 de diciembre de 2020) fue un escritor satírico, dramaturgo, guionista y autor de libros para niños ruso. Fue artista de Honor de la Federación de Rusia en 2007. Además de ser laureado con el Premio Estatal de la URSS en 1988.
Es el autor del guion de las películas animadas ¡Bien, espera!, ¡Baba Yaga está en contra! y Retorno del loro pródigo.

## Biografía
Sus padres fueron el ingeniero en comunicaciones Efim Yakovlevich Kurlyandsky y la técnica en comunicaciones Elena Naumovna Kurlyandskaya quienes se conocieron mientras estudiaban en la facultad de comunicaciones. Durante la Gran Guerra Patria, estuvo con sus padres y abuelos en evacuación en Sverdlovsk.
En 1961 se graduó en el Instituto de Ingeniería Civil V.V.Kuibyshev de Moscú y desde 1964 fue escritor profesional .
Fue uno de los creadores de la serie de animación rusa más famosa ¡Bien, espera! con la cual hizo su debut en la animación.
La experiencia de trabajar en películas con secuelas le resultó útil cuando se le ocurrió The Magnificent Gosh (en diez números) y Return of the Prodigal Parrot (en tres números). Sobre los personajes principales de la serie animada El regreso del loro pródigo - el loro Kesha, el gato Vasily y el cuervo Clara,  Kurliandski escribiría más tarde cuatro historias más ¿No has estado en Tahití?, ¡Y aquí también nos alimentamos bien!,¡Adorable! y Parrot Kesha está buscando un tesoro.
Escribió historias humorísticas, de la cuales cinco se incluyeron en el noticiero de Yeralash.
También escribió historias para adultos entre ellos el thriller de parodia, La decimotercera etapa de Bush, y el libro Secretos de las mazmorras del Kremlin.
En 1970 y 1977 fue galardonado con el premio doble Becerro de Oro Premio por los doce presidentes del club de la Literaturnaya Gazeta.

### Fallecimiento
Falleció el 21 de diciembre de 2020 en México, por causa de cáncer.

## Filmografía
- 1967 - Sturmovschina ("Wick" No. 59)
- 1969 - " Merry Carousel " No. 1. "¡ Bueno, espera un minuto! "(1968)
- 1969 - “¡ Bueno, espera! (número 1) "
- 1970 - "Merry Carousel" No. 2. " Fábulas "
- 1970 - "Merry Carousel" No. 2. " El primero "
- 1970 - “¡ Bueno, espera un minuto! (número 2) "
- 1971 - “¡ Bueno, espera un minuto! (número 3) "
- 1971 - "Solo para adultos (número 1)"
- 1971 - “¡ Bueno, espera un minuto! (número 4) "
- 1972 - "¡Por encima de tu cabeza!"
- 1972 - “¡ Bueno, espera un minuto! (número 5) "
- 1972 - "Exhibición" ("Wick" No. 121)
- 1972 - "La vuelta al mundo inevitablemente"
- 1973 - “¡ Bueno, espera un minuto! (número 6) "
- 1973 - “¡ Bueno, espera un minuto! (número 7) "
- 1973 - "Solo para adultos" (número 2)
- 1973 - Artesanos
- 1974 - “¡ Bueno, espera un minuto! (número 8) "
- 1974 - "Solo para adultos" (número 3)
- 1976 - “¡ Bueno, espera un minuto! (número 9) "
- 1976 - "Axiom" ( "Yeralash" No. 8 )
- 1976 - “¡ Bueno, espera un minuto! (número 10) "
- 1976 - Ensayo
- 1977 - “ Bueno, ¡espera un minuto! (número 11) "
- 1977 - "Gracias por su atención" ( "Yeralash" No. 12 )
- 1977 - "Toady ( " Yeralash "No. 12 )"
- 1978 - “¡ Bueno, espera un minuto! (número 12) "
- 1978 - "¡Gracias, cigüeña!"
- 1979 - "Papá, mamá, soy una familia unida" ("Yeralash" No. 19)
- 1980 - “¡ Baba Yaga está en contra! (número 1) "
- 1980 - “¡Baba Yaga está en contra! (número 2) "
- 1980 - “¡Baba Yaga está en contra! (número 3) "
- 1980 - “¡ Bueno, espera! (número 13) "
- 1980 - Lanzamiento de martillo
- 1980 - “¡Bueno, espera! No. 1 "(pantalla)
- 1981 - "Érase una vez las muñecas nido"
- 1981 - " Temporada abierta "
- 1981 - El magnífico Gosha 1
- 1981 - El magnífico Gosha 3
- 1981 - “Bueno, ¡espera un minuto! No. 2-3 "(pantalla)
- 1982 - El magnífico Gosha 4
- 1982 - El magnífico Gosha 5
- 1983 - " ¡Oh, mar, mar! .. "
- 1984 - " El regreso del loro pródigo " (primera edición)
- 1984 - “ Bueno, ¡espera un minuto! (número 14) "
- 1984 - " Conoce a la abuela "
- 1985 - Lluvia de hongos
- 1985 - “¡ Bueno, espera un minuto! (número 15) "
- 1985 - "Isla Naranja"
- 1986  - Encontrar
- 1986 - "Por si acaso" ("The Wick" No. 292)
- 1986 - "un concierto Unusual" ( "Yeralash" N ° 59 )
- 1986 - “¡ Bueno, espera! (número 16) "
- 1987 - “ En el zoológico - ¡Renovación!"
- 1987 - " El regreso del loro pródigo " (segunda edición)
- 1987 - "Tres ranas"
- 1987 - "De las espinas a las estrellas" ("La mecha" No. 295)
- 1988 - " El regreso del loro pródigo " (tercera edición)
- 1988 - "Tres ranas (número 2)"
- 1990 - "Cuerda"
- 1990 - "De un cañón a la luna y más allá sin parar"
- 1991 - " Pastel de manzana "
- 1993 - “¡ Bueno, espera un minuto! (número 17) "
- 1993 - “¡ Bueno, espera un minuto! (número 18) "
- 2002 - " Mañana del loro Kesha "
- 2005 - “ Bueno, ¡espera un minuto! (número 19) "
- 2005 - "Las nuevas aventuras de Kesha the Parrot "
- 2006 - “¡ Bueno, espera un minuto! (número 20) "